# John Tate
John Torrence Tate Jr. (Minneapolis, 13 de março de 1925 - 16 de outubro de 2019) foi um matemático estadunidense.
Destacado por muitas contribuições fundamentais na teoria algébrica dos números e áreas afins em geometria algébrica.
Escreveu uma tese de doutorado em Princeton em 1950 como estudante de Emil Artin, esteve na Universidade de Harvard, 1954-1990, e está atualmente na Universidade do Texas em Austin.
Foi-lhe concedido o Prêmio Wolf de Matemática, em 2002/3.
Em 25 de março de 2010 recebeu o Prêmio Abel por suas contribuições à teoria dos números.
John Tate morreu em 16 de outubro de 2019, aos 94 anos.

## Publicações selecionadas
- J. Tate, Fourier analysis in number fields and Hecke's zeta functions (Tate's 1950 thesis), reprinted in Algebraic Number Theory by J. W. S. Cassels, A. Frohlich ISBN 0-12-163251-2